# Dufourea minuta
Dufourea minuta – gatunek błonkówki z rodziny smuklikowatych i podrodziny wigorczykowatych.
Gatunek ten został opisany w 1841 roku przez A.L.M. le Peletiera.
Pszczoła o ciele długości od 4 do 6 mm, silnie błyszczącym i prawie niepunktowanym. Cechuje ją rzadkie owłosienie ciała, głaszczki wargowe o członie drugim tak długim jak trzeci oraz rzadkie i delikatne punktowanie silnie połyskującej tarczki. U samca drugi człon czułków jest tak szeroki jak długi, człony czułków od czwartego do jedenastego mają wyspecjalizowane pola bardzo gęsto porośnięte krótkimi włoskami, a szósty sternit jest spłaszczony.
Owad o rozsiedleniu zachodniopalearktycznym, w Europie znany z Portugalii, Hiszpanii, Wielkiej Brytanii, Francji, Belgii, Holandii, Niemiec, Danii, Szwecji, Finlandii, Szwajcarii, Austrii, Włoch, Polski, Czech, Słowacji, Węgier, Ukrainy, Słowenii i Rosji. Występuje też we wschodniej części Palearktyki i krainie orientalnej. Jest to pszczoła samotnica. Gatunek oligolektyczny, związany z astrowatymi. Ma jedno pokolenie w roku, latające latem.
W 2002 umieszczony został na Czerwonej liście zwierząt ginących i zagrożonych w Polsce jako gatunek o słabo rozpoznanym statusie.